# Lestijärvi
Lestijärvi è un comune finlandese di 695 abitanti, situato nella regione dell'Ostrobotnia Centrale.